# Patrick Edward O’Connor
Patrick Edward O’Connor (* 8. März 1932 in Masterton; † 3. Dezember 2014) war Apostolischer Superior von Tokelau.

## Leben
Patrick Edward O’Connor empfing am 16. Juli 1957 die Priesterweihe. Johannes Paul II. ernannte ihn am 26. Juni 1992 zum Apostolischen Superior von Tokelau.
Im Mai 2011 nahm Papst Benedikt XVI. seinen altersbedingten Rücktritt an.